# Parauranofana
La parauranofana és un mineral de la classe dels silicats, que pertany al grup de la uranofana. Fins al mes de setembre de 2022 s'anomenava uranofana-β, canviant el nom a l'actual degut a les noves directrius aprovades per la Comissió de Nous Minerals, Nomenclatura i Classificació (CNMNC) de l'Associació Mineralògica Internacional per a la nomenclatura de polimorfs i polisomes.

## Característiques
La parauranofana és un silicat de fórmula química Ca(UO₂)₂(HSiO₄)₂·5H₂O. Cristal·litza en el sistema monoclínic. La seva duresa a l'escala de Mohs oscil·la entre 2,5 i 3. És un mineral dimorf de la uranofana.
Segons la classificació de Nickel-Strunz, la parauranofana pertany a «09.AK: Estructures de nesosilicats (tetraedres aïllats), uranil nesosilicats i polisilicats» juntament amb els següents minerals: soddyita, cuprosklodowskita, oursinita, sklodowskita, boltwoodita, kasolita, natroboltwoodita, uranofana, swamboïta, haiweeïta, metahaiweeïta, ranquilita, weeksita, coutinhoïta, ursilita, magnioursilita, calcioursilita i uranosilita.

## Formació i jaciments
Es tracta d'un mineral secundari, format a partir de l'alteració d'altres minerals d'urani sota condicions d'oxidació. Sol trobar-se associada a altres minerals com la uranofana i la uraninita. Va ser descoberta l'any 1935 a Jáchymov, Erzgebirge, a la regió de Karlovy Vary (Bohèmia, República Txeca), on es troba juntament amb la liebigita.